# Vrhovo pri Šentlovrencu
Vrhovo pri Šentlovrencu je naselje v občini Trebnje.
Vrhovo pri Šentlovrencu stoji na gričku nad travnato in nekoliko mokrotno polkrožno dolino Gmajna, ki jo je s poplavami izoblikovala Temenica . Na robu gmajne je studenček, kjer so v preteklosti napajali živino, mimo vasi pa je potekala rimska cesta.